# Участок Новостройка
Уча́сток Новостро́йка — населённый пункт в Сузунском районе Новосибирской области России. Входит в состав городского поселения рабочий посёлок Сузун.

## География
Площадь населённого пункта — 22 гектара.

## Население
| 2002 | 2007 | 2010 |
| ---- | ---- | ---- |
| 65   | ↘63  | ↘60  |

## Инфраструктура
В населённом пункте по данным на 2007 год функционирует 1 учреждение здравоохранения.